# Andrzej Kurnatowski
Andrzej Kurnatowski (ur. 23 lipca 1927 w Warszawie, zm. 12 lutego 2020 w Łodzi) – polski lekarz, patomorfolog, profesor Akademii Medycznej w Łodzi, dziekan Wydziału Lekarskiego AM, prorektor ds. nauczania i wychowania, doctor honoris causa AMŁ (2008).

## Życiorys
Urodził się w roku 1927 w Warszawie. Ojciec był prawnikiem, a matka – lekarzem dentystą. Szkołę powszechną skończył w roku wybuchu II wojny światowej. W czasie okupacji uczył się w domu. Mając 14–16 lat pracował w Łodzi, w niemieckiej fabryce. Od jesieni 1943 roku do końca wojny przebywał w okolicach Warszawy, ukrywając się pod przybranym nazwiskiem (rodzice zostali wywiezieni do obozów koncentracyjnych).
Po zdaniu matury w Łodzi (1946) zaczął studia na Wydziale Lekarskim Uniwersytetu Łódzkiego, który w roku 1949 przekształcono w Akademię Medyczną. W roku 1952 otrzymał dyplom lekarza.
Już jako student zaczął pracę w Katedrze Anatomii Patologicznej. Od roku 1948 był wolnym słuchaczem („hospitantem”), a następnie młodszym asystentem (od 1950). Pracował pod opieką naukową prof. Aleksandra Pruszczyńskiego, organizatora i kierownika Katedry i Zakładu Anatomii Patologicznej w nowo utworzonym uniwersytecie, zainteresowanego głównie patomorfologią onkologiczną, patomorfologią wątroby, serca, naczyń, zespołu nadciśnienia i in.
Kolejne stopnie naukowe osiągał w latach:
- 1959 – doktorat
- 1963 – habilitacja
- 1972 – tytuł profesora nadzwyczajnego
- 1983 – tytuł profesora zwyczajnego

Od roku 1973 zajmował stanowisko kierownika Zakładu Anatomii Patologicznej w Instytucie Patologii, przekształconego w roku 1992 w Katedrę i Zakład Patomorfologii. Prowadził wykłady i ćwiczenia dla studentów Wydziału Lekarskiego oraz Oddziału Stomatologicznego, był promotorem siedmiu prac doktorskich i opiekunem naukowym pięciu prac habilitacyjnych. Utrzymywał naukowe kontakty z ośrodkami zagranicznymi; odwiedził m.in. Uniwersytet w Lejdzie (5-miesięczny pobyt; organizacja bezdewizowej wymiany studentów), kilkanaście placówek patomorfologicznych w Wielkiej Brytanii, uczelnie w Szwecji, zakłady patomorfologii w Norwegii, Paryżu, Budapeszcie, Bratysławie, Belgradzie.
Przez 25 lat był członkiem Senatu AMŁ (kierował komisją opracowującą pierwszy statut). W latach 1972–1981 był dziekanem Wydziału Lekarskiego, a w latach 1985–1987 – prorektorem ds. nauczania i pierwszym zastępcą rektora. Jako przewodniczący Łódzkiego Komitetu Narodowego Funduszu Ochrony Zdrowia (17 lat, funkcja społeczna) brał udział w działaniach, które umożliwiły zwiększenie o ponad 750 liczby łóżek w szpitalach i domach pomocy społecznej w Łodzi i w województwie. Przez 17 lat pełnił funkcję krajowego specjalisty ds. patologii.
Był członkiem:
- Europejskiego Towarzystwa Patologów
- Rady Głównej Nauki i Szkolnictwa Wyższego (3 kadencje, przewodniczący Komisji Dydaktyki)
- Rady Wyższego Szkolnictwa Medycznego (wiceprzewodniczący)
- Łódzkiego Oddziału Polskiego Towarzystwa Anatomopatologów (przez kilka kadencji – przewodniczący; członek Zarządu Głównego)
- Polskiego Towarzystwa Patologów (otrzymał tytuł członka honorowego)
- Łódzkiego Towarzystwa Naukowego
- Włocławskiego Towarzystwa Naukowego (członek założyciel)

W 1997 roku przeszedł na emeryturę, nie przerywając pracy zawodowej.

## Tematyka badań i publikacje
Zainteresowania naukowe Andrzeja Kurnatowskiego dotyczyły przede wszystkim:
- onkologii doświadczalnej i diagnostyki morfologicznej nowotworów
- patomorfologii jamy ustnej
- patomorfologii zatruć
- patomorfologii chirurgicznej

Charakter pionierski miały badania chłoniaka NK/Ly (łac. Nemeth-Kelner Lymphoma), opublikowane w Zeitschrift fur Krebsforschung und klinische Onkologie. Cancer research and clinical oncology i w Nature. Wykonano cytochemiczne badania zmian, zachodzących w komórkach chłoniaka pod wpływem związków chemicznych, które mogą mieć działanie przeciwnowotworowe. Wraz ze współpracownikami z Instytutu Patologii Uniwersytetu w Lejdzie wykrył w NK/Ly ciała wirusopodobne.
Jest autorem lub współautorem ponad 90 publikacji naukowych, 3 podręczników akademickich i skryptu (w bazie PubMed znajduje się 29 pozycji dorobku naukowego, w WorldCat ok. 15 pozycji). Był inicjatorem opracowania pierwszego polskiego „Atlasu histopatologii ogólnej” (PZWL 1954). Zespół badawczy, pracujący pod jego kierownictwem, opublikował ponad 600 prac naukowych.
W latach 2003–2004 opublikował trzy książki, które – według recenzenta, prof. Leszka Woźniaka – mają nieprzemijającą wartość historyczną. Książki (łącznie ponad 1100 stron) zawierają ponad 500 biogramów łódzkich profesorów i docentów (w tym autobiografię), z autorskimi portretowymi zdjęciami):
- Profesorowie i docenci Wydziałów Medycznych Uniwersytetu Łódzkiego i Akademii Medycznej w Łodzi 1945–1964, 2003[10] ISBN 83-88940-95-3
- Profesorowie i docenci Wydziałów Medycznych Uniwersytetu Łódzkiego i Akademii Medycznej w Łodzi 1965–1994, 2004[11] ISBN 83-88940-86-4
- Kolejni profesorowie i doktorzy habilitowani Akademii Medycznej w Łodzi : 1995–2002[16] ISBN 83-88940-37-6

Andrzej Kurnatowski jest znanym pasjonatem fotografii biograficznej. Wykonał tysiące portretów. Część z nich prezentowano na wystawach, m.in. w Pałacu Izraela Poznańskiego i Okręgowej Izbie Lekarskiej w Łodzi, w Głównej Bibliotece Lekarskiej w Warszawie oraz w Rzeszowie.

## Odznaczenia i wyróżnienia
Za swoją zawodową i społeczną działalność otrzymał m.in.:
- Krzyż Oficerski OOP
- Krzyż Kawalerski OOP
- Medal Komisji Edukacji Narodowej
- tytuł Zasłużony Lekarz PRL
- tytuł Zasłużony Nauczyciel PRL

Otrzymał również medal za „Zasługi dla Uczelni” i odznakę „Zasłużony dla Łódzkiej Akademii Medycznej”, „Honorową Odznakę Miasta Łodzi”, złotą odznakę „Za Zasługi dla Województwa Wrocławskiego”, odznakę „Za Zasługi dla Województwa Piotrkowskiego” i in..
W roku 2008 prof. Andrzej Kurnatowski znalazł się w gronie Doktorów Honoris Causa Uniwersytetu Medycznego.